# أنامرز كاغن (آيت إسافن)
أنامرز كاغن هو دُوَّار يقع بجماعة آيت إيسافن، إقليم تيزنيت، جهة سوس ماسة في المملكة المغربية. ينتمي الدوّار لمشيخة آيت إسافن التي تضم 68 دوار. يقدر عدد سكانه بـ 123 نسمة حسب الإحصاء الرسمي للسكان والسكنى لسنة 2004.

## روابط خارجية
- البوابة الوطنية للجماعات الترابية
- المندوبية السامية للتخطيط